# Musée de l’histoire et des civilisations de Rabat

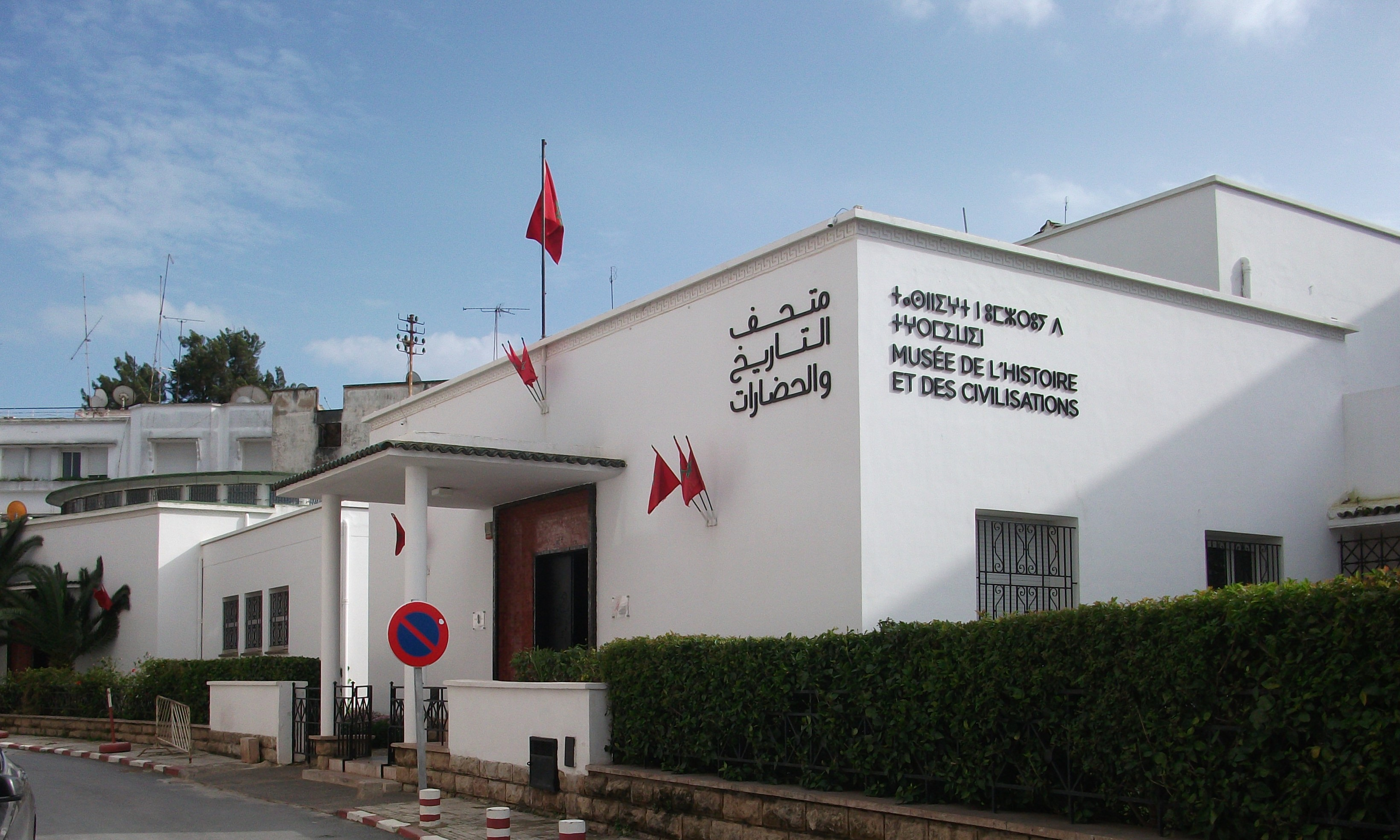
Musée de l'histoire et des civilisations de Rabat

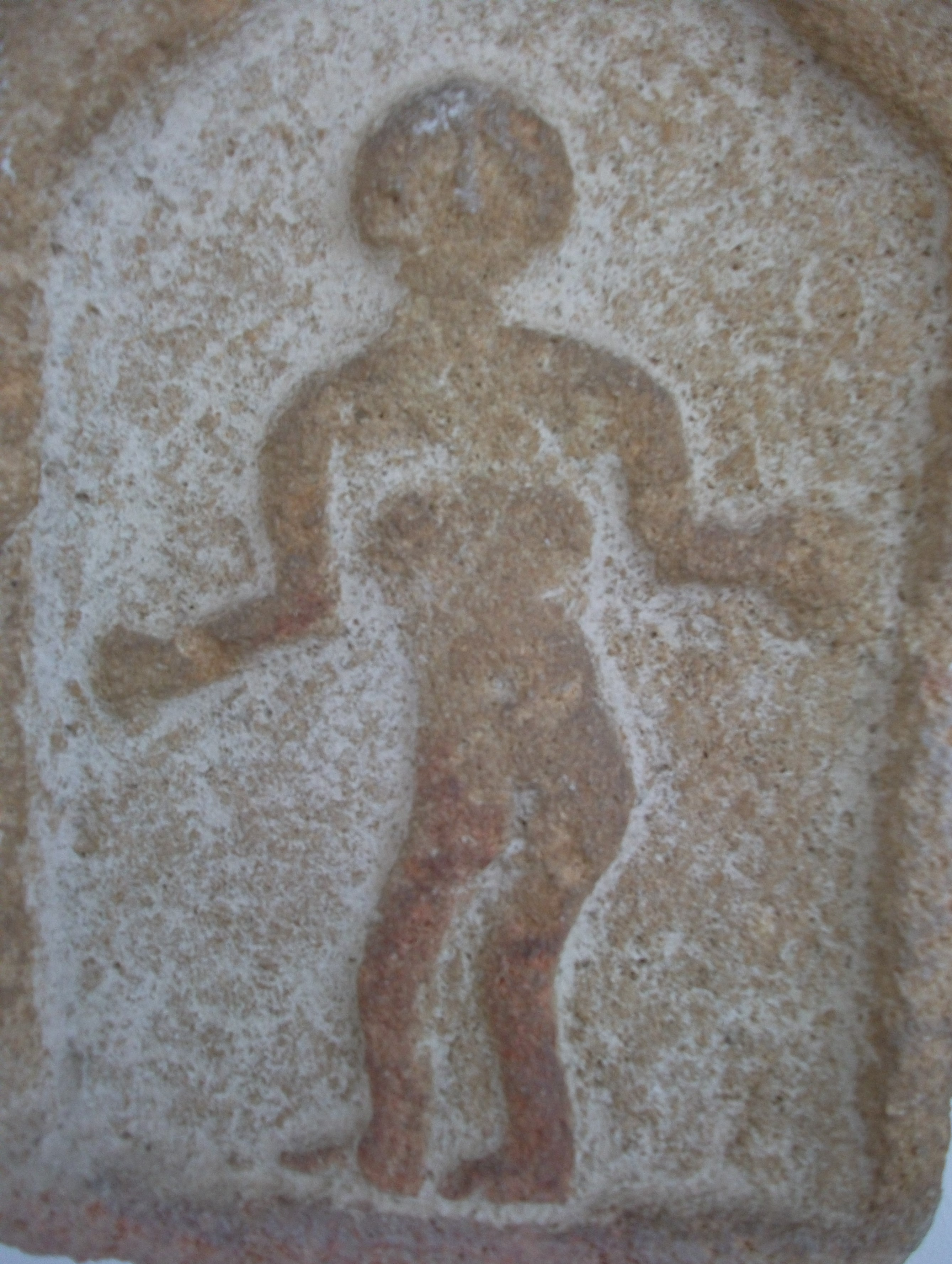
Votivstele mit weiblicher Figur

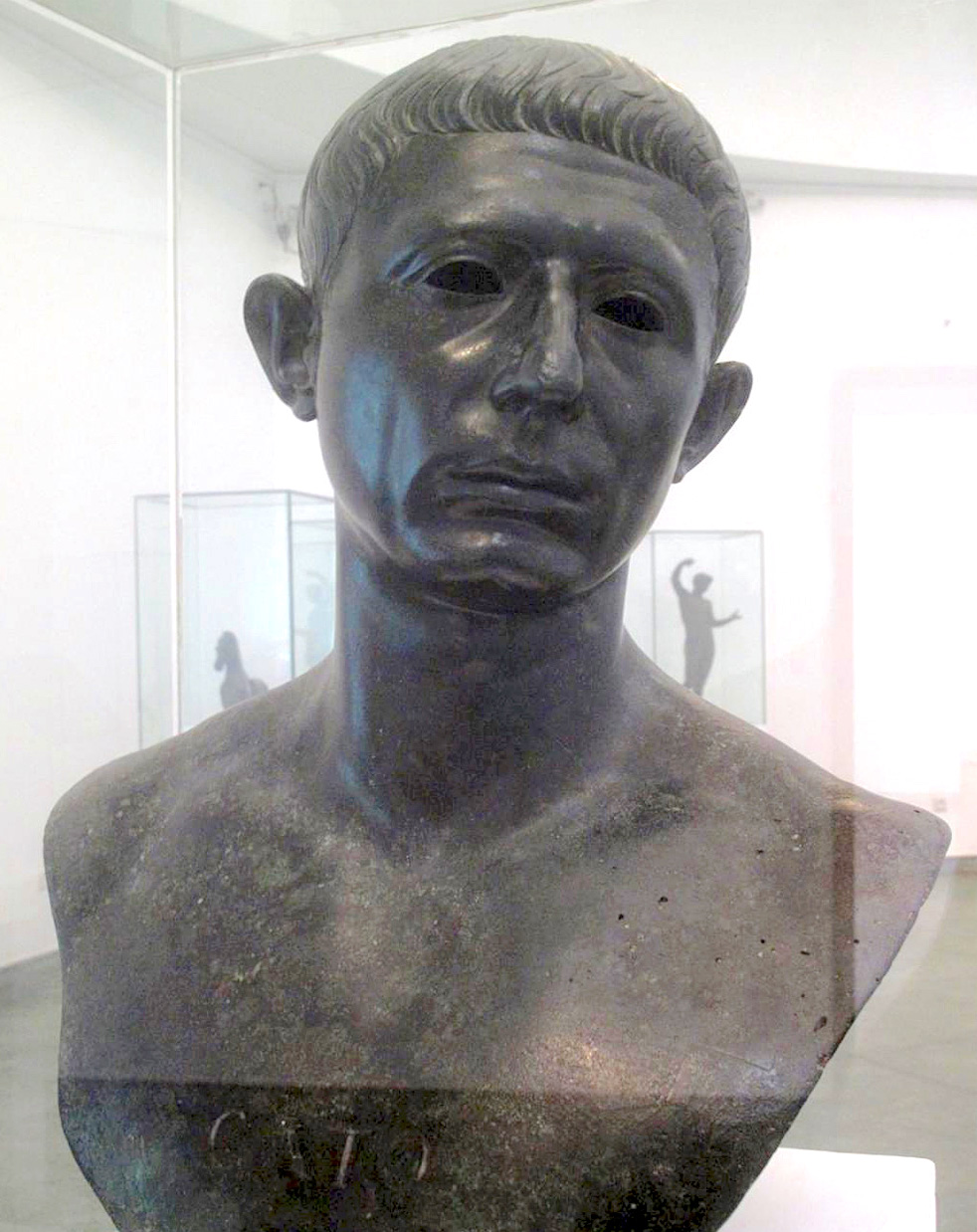
Bronzebüste Catos d. Ä.; im Hintergrund die Statue eines sogenannten Epheben

Das Musée de l'histoire et des civilisations de Rabat (ehemals Musée archéologique de Rabat, arabisch متحف الرباط الأثري, DMG Matḥaf ar-Ribāṭ al-aṯarī) ist das archäologische Museum der Stadt Rabat und vereint die wichtigsten Fundstücke der in Marokko ansässig gewesenen Kulturen Nordafrikas. Diese reichen von prähistorischen und libysch-berberischen Stelen über phönizische und römische Artefakte und enden mit Funden aus der mittelalterlichen islamischen Zeit. Die außergewöhnlich gut erhaltenen römischen Bronzestatuen aus Volubilis gehören zu den Schätzen des Museums.

## Lage
Das Museum befindet sich unweit der Mosquée As Sunna in der während der Französischen Protektoratszeit angelegten Neustadt (ville nouvelle) von Rabat. Das im Jahr 2014 neueröffnete Musée Mohammed VI d’art moderne et contemporain ist nur ca. 200 m entfernt.

## Geschichte
Das während des Französischen Protektorats über Marokko eingerichtete Museum entstand bereits in den 1920er Jahren. Seit 1994 ist es in einer ehemaligen Villa untergebracht.

## Exponate (Auswahl)
prärömische Zeit
- Stele von N’Keila
- libysch-berberische Stelen
- phönizische Tanit-Stelen

römische Periode
- Bronzefiguren aus Volubilis
- Marmorstandbild des mauretanischen Königs Ptolemäus
- Kleinfunde aus der Chellah, dem antiken Sala

islamische Zeit
- Keramikfunde aus der Chellah und von anderen Orten